# Ruairi McConville
Ruairi McConville, né le 1er mai 2005 à Belfast en Irlande du Nord, est un footballeur international nord-irlandais. Il joue au poste de défenseur central à Norwich City.

## Biographie

### En club
Né à Belfast en Irlande du Nord, Ruairi McConville commence le football au Linfield FC. Il rejoint ensuite Brighton & Hove Albion le 7 juillet 2021, signant un contrat de trois ans avec les Seagulls et intégrant les équipes de jeunes du club. Il est alors perçu comme un des grands espoirs du football nord-irlandais.
Il intègre l'équipe réserve de Brighton en 2022 mais sa progression est freinée par plusieurs blessures durant la saison 2022-2023. Il revient ensuite et s'impose dans l'équipe comme un titulaire sous les ordres de Shannon Ruth. Le 29 décembre 2022, McConville signe un nouveau contrat professionnel avec Brighton, le liant au club jusqu'en juin 2025. Il devient capitaine de l'équipe à partir de 2024, un rôle qu'il a souvent occupé depuis son plus jeune âge.
Le 3 février 2025, Ruairi McConville rejoint Norwich City, club avec lequel il signe un contrat courant jusqu'en juin 2030,.

### En sélection
Ruairi McConville représente l'équipe d'Irlande du Nord des moins de 17 ans, jouant au total deux matchs avec cette sélection en 2021.
McConville joue son premier match avec l'équipe d'Irlande du Nord espoirs le 21 novembre 2023, en étant titularisé face à l'Angleterre. Son équipe est toutefois battue par trois buts à zéro ce jour-là,.
En novembre 2024, Ruairi McConville est convoqué pour la première fois avec l'équipe nationale d'Irlande du Nord par le sélectionneur Michael O'Neill. Il honore sa première sélection lors de ce rassemblement, le 15 novembre 2024, contre la Biélorussie. Il entre en jeu lors de cette rencontre remportée par les siens sur le score de deux buts à zéro,,.